# Pantopipetta capensis
Pantopipetta capensis är en havsspindelart som först beskrevs av Barnard, K.H. 1946.  Pantopipetta capensis ingår i släktet Pantopipetta och familjen Austrodecidae. Inga underarter finns listade i Catalogue of Life.